# Alto Pião
Alto Pião é um distrito do município brasileiro de Santa Rita do Itueto, no interior do estado de Minas Gerais. Segundo o censo demográfico de 2022, realizado pelo Instituto Brasileiro de Geografia e Estatística (IBGE), sua população era de 612 habitantes e havia 227 domicílios particulares permanentes ocupados. Possui área de 74,28 km² conforme a Fundação João Pinheiro (FJP). Foi criado pela lei municipal nº 950 de 12 de setembro de 2002.
De acordo com o IBGE, em 2010 a população era de 492 habitantes e havia 260 domicílios particulares.